# Чжун Хунъянь
Чжун Хунъя́нь (кит. упр. 钟红燕, пиньинь Zhōng Hóngyàn, род. 29 ноября 1978) — китайская гребчиха-байдарочница, выступала за сборную КНР в конце 1990-х и на всём протяжении 2000-х годов. Участница двух летних Олимпийских игр, трёхкратная чемпионка Азиатских игр, серебряная и бронзовая призёрша чемпионатов мира, победительница многих регат национального и международного значения.

## Биография
Чжун Хунъянь родилась 29 ноября 1978 года в уезде Тунсян округа Цзясин провинции Чжэцзян.
Первого серьёзного успеха на взрослом международном уровне добилась в 1998 году, когда попала в основной состав китайской национальной сборной и побывала на Азиатских играх в Бангкоке, откуда привезла награду золотого достоинства, выигранную в паре с Гао Бэйбэй в зачёте двухместных байдарок на дистанции 500 метров. В 2002 году выступила на Азиатских играх в Пусане, где трижды поднималась на пьедестал почёта, в том числе была лучшей в одиночках и двойках, тогда как в четвёрках получила серебро. Кроме того, в этом сезоне среди байдарок-четвёрок стала серебряной призёршей на чемпионате мира в испанской Севилье, уступив в решающем заезде только экипажу из Польши.
Благодаря череде удачных выступлений Чжун удостоилась права защищать честь страны на летних Олимпийских играх 2004 года в Афинах — стартовала здесь в четвёрках и двойках на пятистах метрах, в первом случае была в финале седьмой, во втором случае финишировала четвёртой, немного не дотянув до призовых позиций.
После афинской Олимпиады Чжун Хунъянь осталась в основном составе гребной команды КНР и продолжила принимать участие в крупнейших международных регатах. Так, в сезоне 2006 года она выступила на Азиатских играх в Дохе и добавила в послужной список серебряную медаль, выигранную в одиночной полукилометровой дисциплине. Также в одиночках взяла бронзу на мировом первенстве в венгерском Сегеде. Будучи в числе лидеров китайской национальной сборной, благополучно прошла квалификацию на домашние Олимпийские игры 2008 года в Пекине — на сей раз в одиночках заняла пятое место, тогда как в четвёрках стала девятой. Вскоре по окончании этих соревнований приняла решение завершить карьеру профессиональной спортсменки, уступив место в сборной молодым китайским гребчихам.